# 姿势项圈
姿势项圈，是用于BDSM和恋物的项圈，该类项圈的宽度足以限制颈部运动。姿势项圈用于保持下巴高的姿势。姿势衣领的前方通常在人体下巴到锁骨处，防止穿着者的头部向下。

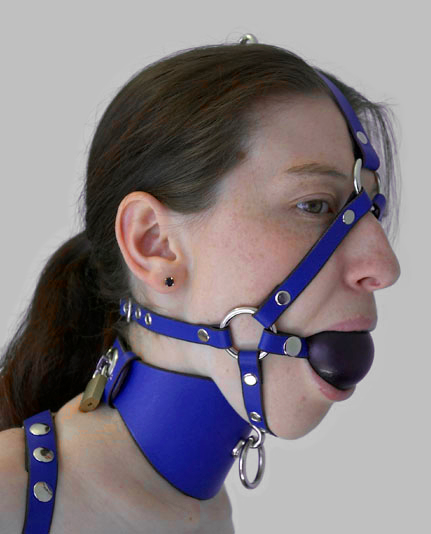
一个模特在佩戴姿势项圈和口球

这种项圈通常由皮革制成，也可以用金属，橡胶或塑料如PVC制成。姿势项圈可以用来装饰或其它束缚元件，例如锁封，装饰尖峰或D形环，用于连接其他束缚。